# Pakistanische Frauen-Cricket-Nationalmannschaft in Neuseeland in der Saison 2016/17
Die Tour der pakistanischen Cricket-Nationalmannschaft nach Neuseeland in der Saison 2016/17 fand vom 9. bis zum 21. November 2016 statt. Die internationale Cricket-Tour war Bestandteil der Internationalen Cricket-Saison 2016/17 und umfasste fünf WODIs und ein WTwenty20. Neuseeland gewann die WODI-Serie 5–0 und die WTwenty20-Serie 1–0.

## Vorgeschichte
Neuseeland spielte zuvor eine Tour in Südafrika, für Pakistan war es die erste Tour der Saison. Das letzte Aufeinandertreffen der beiden Mannschaften bei einer Tour fand in der Saison 1996/97 in Neuseeland statt.

## Stadien
Die folgenden Stadien wurden für die Tour als Austragungsort vorgesehen.
| Stadion             | Stadt   | Kapazität | Spiele                |
| ------------------- | ------- | --------- | --------------------- |
| Bert Sutcliffe Oval | Lincoln |           | 1. – 3. WODI          |
| Saxton Oval         | Nelson  | 6.000     | 4. & 5. WODI; 1. WT20 |

## Kaderlisten
Neuseeland benannte seine Kader am 17. Oktober 2016. Pakistan benannte seine Kader am 28. Oktober 2016.
| WODI | WODI | WTwenty20 | WTwenty20 |
| Neuseeland | Pakistan | Neuseeland | Pakistan |
| --- | --- | --- | --- |
| - Suzie Bates (K) - Samantha Curtis - Sophie Devine - Holly Huddleston - Amelia Kerr - Katey Martin - Thamsyn Newton - Morna Nielsen - Katie Perkins - Liz Perry - Rachel Priest - Hannah Rowe - Amy Satterthwaite - Lea Tahuhu | - Sana Mir (K) - Aliya Riaz - Anam Amin - Asmavia Iqbal - Ayesha Zafar - Bismah Maroof - Diana Baig - Iram Javed - Javeria Khan - Maham Tariq - Nahida Khan - Nain Abidi - Nida Dar - Sadia Yousuf - Sidra Nawaz | - Suzie Bates (K) - Samantha Curtis - Sophie Devine - Holly Huddleston - Amelia Kerr - Katey Martin - Thamsyn Newton - Morna Nielsen - Katie Perkins - Liz Perry - Rachel Priest - Hannah Rowe - Amy Satterthwaite - Lea Tahuhu | - Bismah Maroof (K) - Aliya Riaz - Anam Amin - Asmavia Iqbal - Ayesha Zafar - Diana Baig - Iram Javed - Javeria Khan - Maham Tariq - Nahida Khan - Nain Abidi - Nida Dar - Sadia Yousuf - Sana Mir - Sidra Nawaz |

## Women’s One-Day Internationals

### Erstes WODI in Lincoln
| 9. November Scorecard | Lincoln | Pakistan 156 (49)                | – | Neuseeland 157-2 (23) |
|                       |         | Neuseeland gewinnt mit 8 Wickets |   |                       |

Neuseeland gewann den Münzwurf und entschied sich als Feldmannschaft zu beginnen. Als Spielerin des Spiels wurde Lea Tahuhu ausgezeichnet.

### Zweites WODI in Lincoln
| 11. November Scorecard | Lincoln | Neuseeland 309-4 (50)                       | – | Pakistan 142-4 (34.2/34.2) |
|                        |         | Neuseeland gewinnt mit 50 Runs (D/L method) |   |                            |

Neuseeland gewann den Münzwurf und entschied sich als Schlagmannschaft zu beginnen. Spiel wurde auf Grund von Regenfällen abgebrochen. Als Spielerin des Spiels wurde Amy Satterthwaite ausgezeichnet.

### Drittes WODI in Lincoln
| 13. November Scorecard | Lincoln | Pakistan 263-6 (50)              | – | Neuseeland 267-2 (44.2) |
|                        |         | Neuseeland gewinnt mit 8 Wickets |   |                         |

Pakistan gewann den Münzwurf und entschied sich als Schlagmannschaft zu beginnen. Als Spielerin des Spiels wurde Amy Satterthwaite ausgezeichnet.

### Viertes WODI in Nelson
| 17. November Scorecard | Nelson | Pakistan 158 (48.1)              | – | Neuseeland 162-3 (22.3) |
|                        |        | Neuseeland gewinnt mit 7 Wickets |   |                         |

Neuseeland gewann den Münzwurf und entschied sich als Feldmannschaft zu beginnen. Als Spielerin des Spiels wurde Holly Huddleston ausgezeichnet.

### Fünftes WODI in Nelson
| 19. November Scorecard | Nelson | Pakistan 220 (49.5)              | – | Neuseeland 223-5 (38.3) |
|                        |        | Neuseeland gewinnt mit 5 Wickets |   |                         |

Pakistan gewann den Münzwurf und entschied sich als Schlagmannschaft zu beginnen. Als Spielerin des Spiels wurde Thamsyn Newton ausgezeichnet.

## Women’s Twenty20 International in Nelson
| 21. November Scorecard | Nelson | Neuseeland 118-9 (20)          | – | Pakistan 104 (20) |
|                        |        | Neuseeland gewinnt mit 14 Runs |   |                   |

Neuseeland gewann den Münzwurf und entschied sich als Schlagmannschaft zu beginnen. Als Spielerin des Spiels wurde Lea Tahuhu ausgezeichnet.

## Auszeichnungen

### Player of the Series
Als Player of the Series wurden der folgende Spieler ausgezeichnet.
| Serie | Player of the Series |
| ----- | -------------------- |
| WODI  | Amy Satterthwaite    |
| WT20  | –                    |

### Player of the Match
Als Player of the Match wurden die folgenden Spielerinnen ausgezeichnet.
| Spiel   | Player of the Match |
| ------- | ------------------- |
| 1. WODI | Lea Tahuhu          |
| 2. WODI | Amy Satterthwaite   |
| 3. WODI | Amy Satterthwaite   |
| 4. WODI | Holly Huddleston    |
| 5. WODI | Thamsyn Newton      |
| 1. WT20 | Lea Tahuhu          |